# Open 13 2020
Open 13 2020 var den 28:e upplagan av Open 13, en tennisturnering i Marseille, Frankrike. Turneringen var en del av 250 Series på ATP-touren 2020 och spelades inomhus på hard court mellan den 17–23 februari 2020.

## Mästare

### Singel
- Stefanos Tsitsipas besegrade  Félix Auger-Aliassime, 6–3, 6–4

### Dubbel
- Nicolas Mahut /  Vasek Pospisil besegrade  Wesley Koolhof /  Nikola Mektić, 6–3, 6–4